# Orangerieschloss

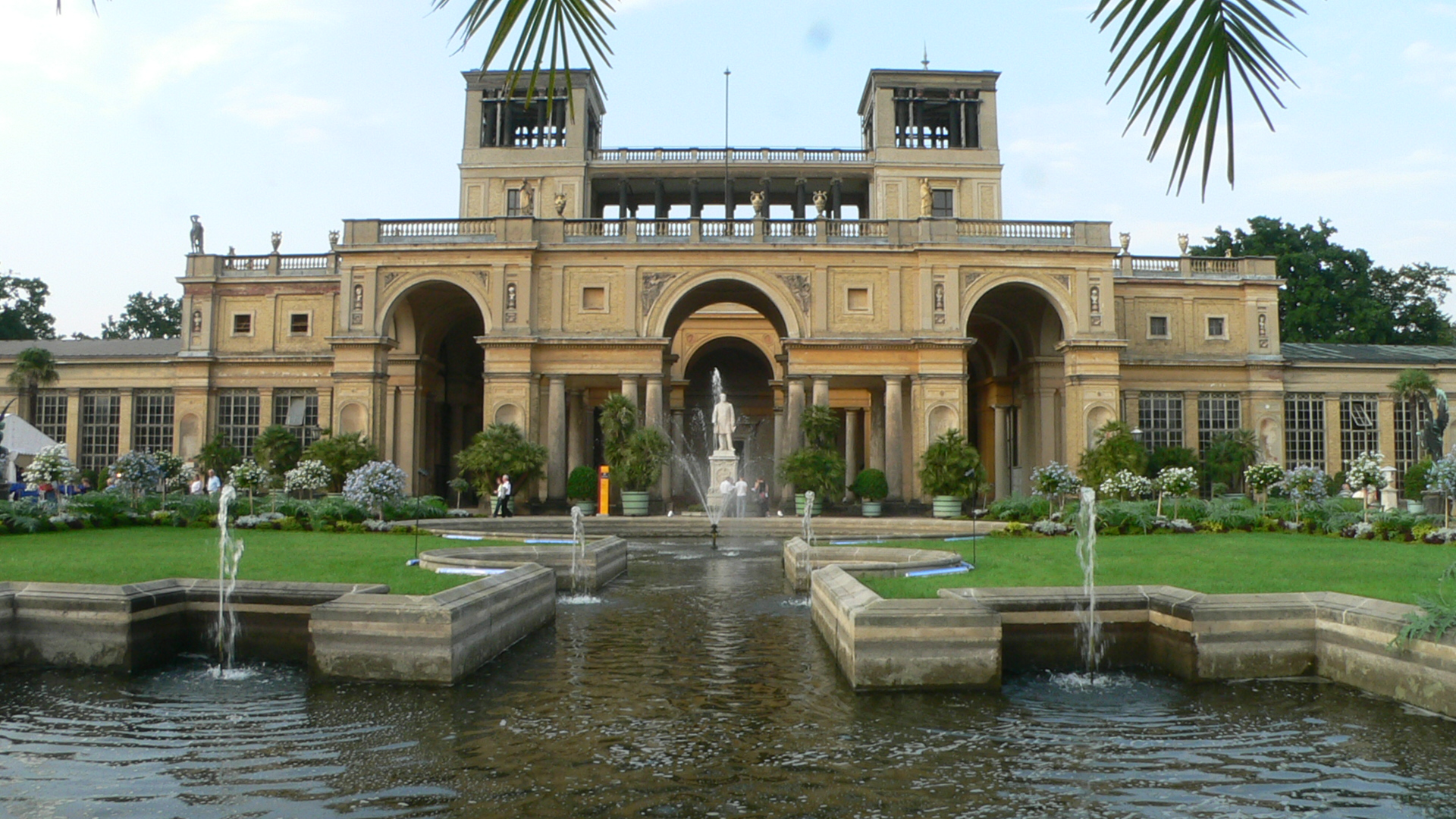
O Orangerieschloss, em Potsdam.

O Orangerieschloss (em português, 'Palácio do Laranjal'), também conhecido como Neue Orangerie, ou simplesmente Orangerie, é um palácio situado em Potsdam, Alemanha. Foi construído  entre 1851 e 1864, por Frederico Guilherme IV da Prússia, o "Romântico no Trono".

## Contexto

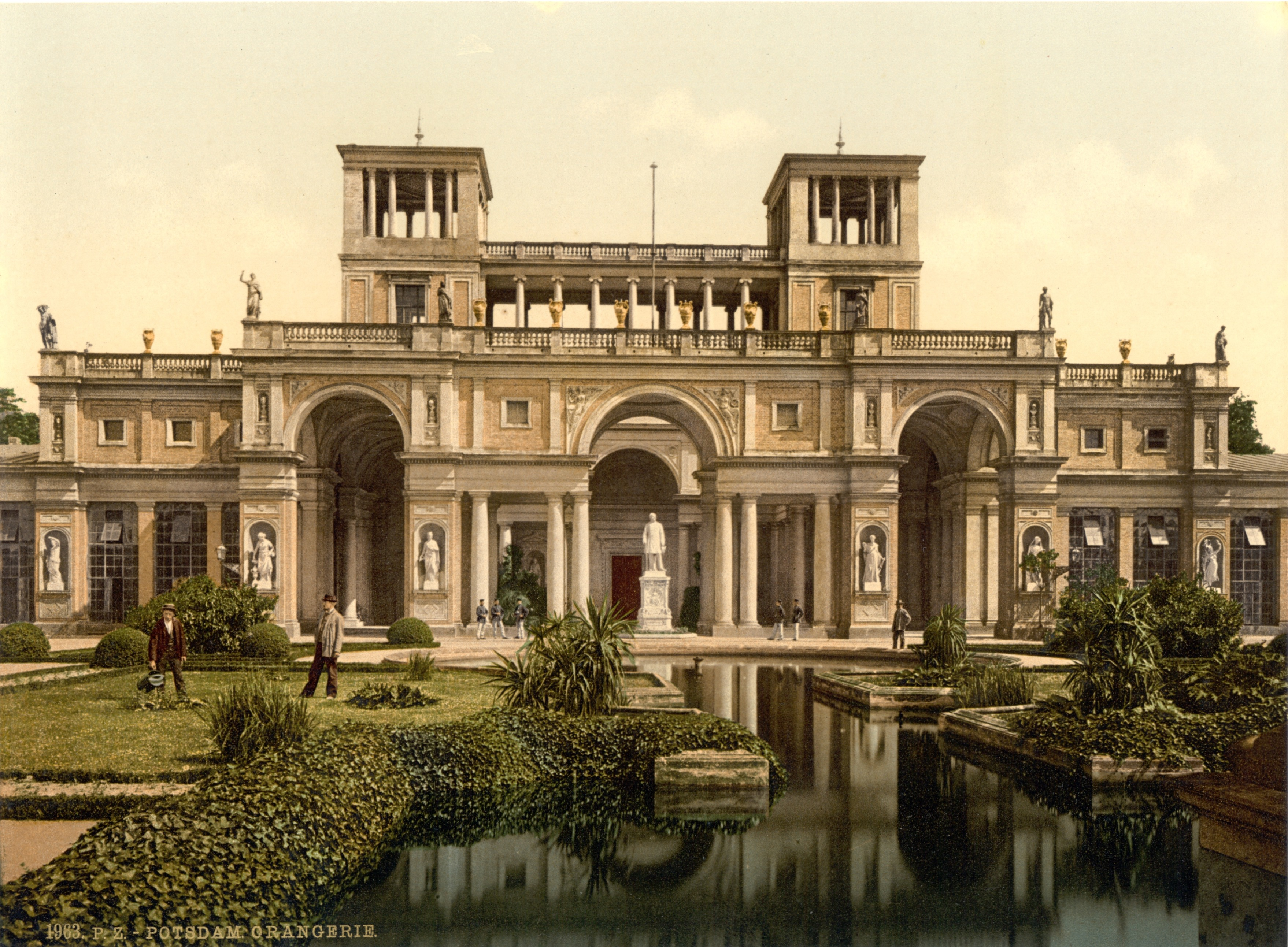
O Orangerieschloss (c. 1900)

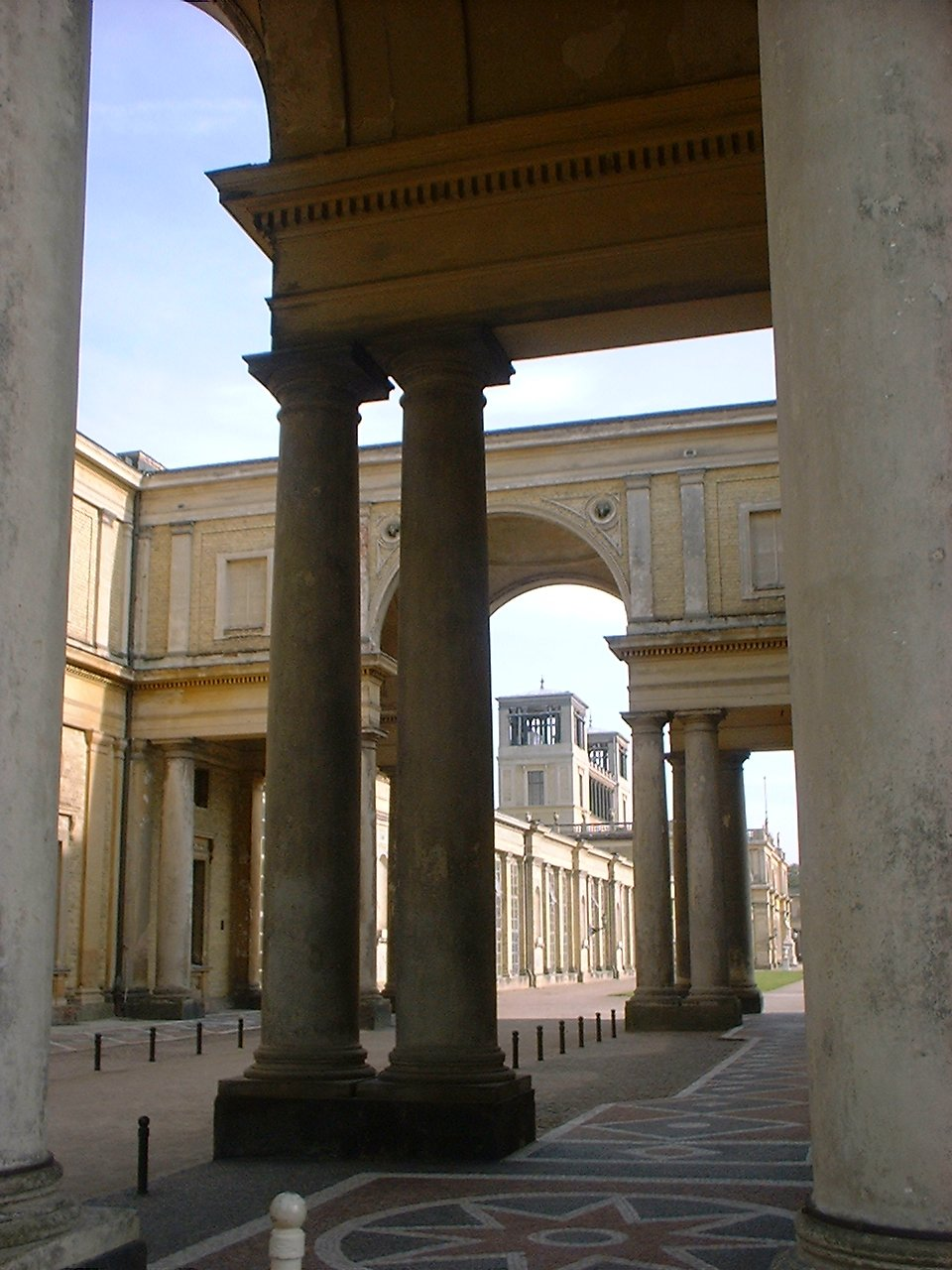
Orangerieschloss

O palácio começou com o plano de uma rua principal ou uma Via Tiumphalis. Segundo o projeto, começaria no arco do triunfo, a este do Parque de Sanssouci, e terminaria no Belvedere em Klausberg. Uma diferença de cotas seria equilibrada com viadutos.
Tendo como referência o lado norte da Galeria de Pintura e as Novas Câmaras de Sanssouci do tempo de Frederico, o Grande, Frederico Guilherme IV esboçou novos edifícios, os quais poderiam decorar a sua Via Tiumphalis de dois quilómetros de comprimento.
Devido à instabilidade política desse período (Revoluções de 1848 nos Estados Alemães) e por falta de fundos, o gigantesco projeto nunca se materializou. Apenas o palácio e o Arco do Triunfo (o Triumphtor) foram realizados.

## O Palácio

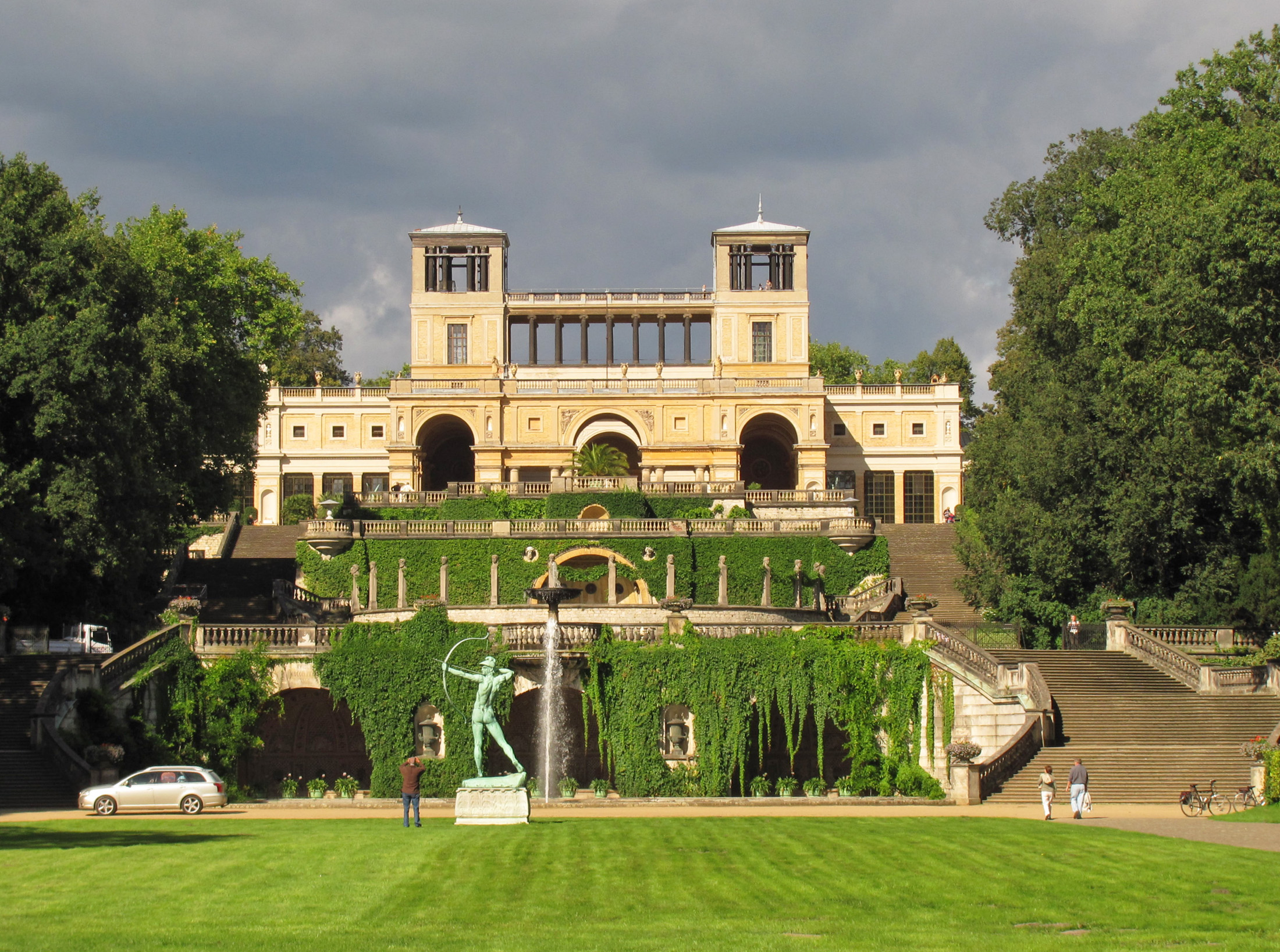
Vista do Orangerieschloss a partir do parque.

A construção do palácio começou a partir desenhos preliminares do próprio monarca. Os arquitetos Friedrich August Stüler e Ludwig Ferdinand Hesse foram encarregados de transformar os desenhos em realidade.
O edifício, com a sua frente de 300 metros de comprimento, foi construído ao estilo da Renascença italiana, à imagem da Villa Medici em Roma, e da Galleria degli Uffizi, em Florença.
O corpo central, com as suas torres gémeas, é o verdadeiro palácio. Este edifício junta-se à Galeria das Plantas, com os seus 103 metros de comprimento por 16 de largura, com janelas que quase chegam do chão ao tecto no lado Sul. Na galeria Oeste, o sistema de aquecimento por tubos original daquele piso ainda está presente e a funcionar. Nas alcovas, situadas no anexo do palácio do lado do jardim, existem figuras alegóricas dos meses e estações. No edifício da esquina, no final do palácio, ficavam os apartamentos Reais e os quarteirões dos criados.
Em frente do peristilo Elizabeth, a esposa de Frederico Guilherme IV, foi colocada uma estátua do Rei, erguida in Memoriam depois da sua morte em 1861.

## Interior

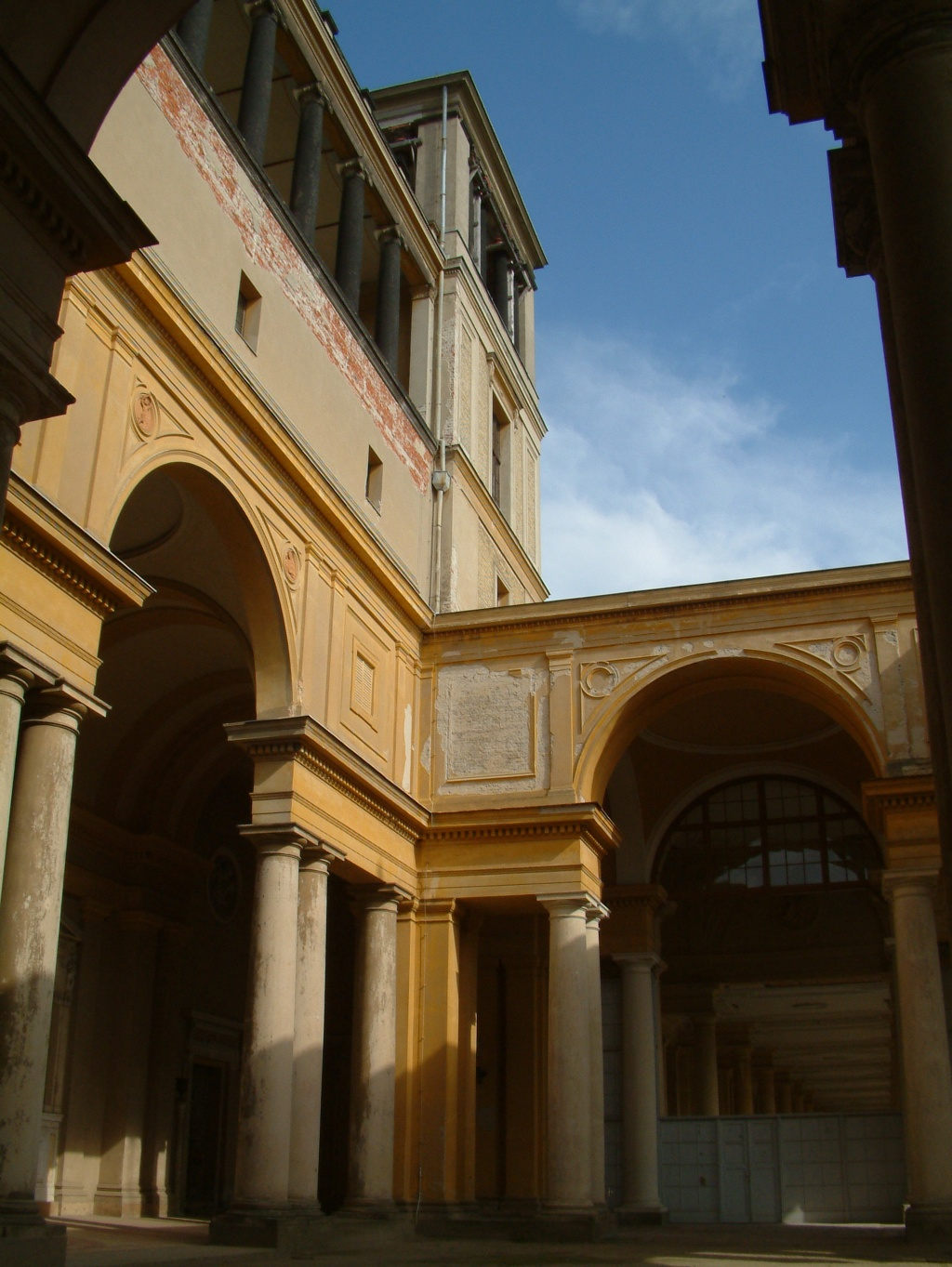
Orangerieschloss

Atrás do pórtico, no edifício central, fica a Galeria de Rafael com a sua altura de dois pisos. Esta galeria foi baseada na Sala Regia do Vaticano. A iluminação é feita a partir de uma clarabóia situada no alto do tecto. Na seda encarnada que cobre as paredes estão suspensas mais de cinquenta cópias de pinturas da Renascença. Frederico Guilherme IV herdou estas imagens do seu pai, Friedrich Wilhelm IV inherited the images from his father, Frederico Guilherme III, e trouxe-as para o Orangerieschloss em conjunto.
Os apartamentos Reais foram adornados ao estilo do segundo Rococó, unidos a ambos os lados da Galeria Rafael. Foram idealizados como salas de hóspedes para o Czar Nicolau I da Rússia e a sua esposa, Alexandra Feodorovna. A Czarina era a irmã preferida de Frederico Guilherme IV, Charlotte, a qual abandonou o seu nome juntamente com a pátria quando se casou.

## Jardins

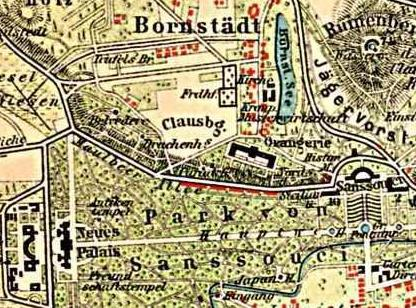
Klausberg cerca de 1900

Os jardins, desenhados pelo arquitecto paisagista Peter Joseph Lenné, foram buscar inspiração aos da Renascença Italiana. A Oeste, abaixo do anexo, desenhou o Jardim do Paraíso entre 1843 e1844. Neste existem muitas flores exóticas e plantas de folhagem. O Atrium, um pequeno edifício no meio da composição, desenhado ao estilo antigo, foi construído sob os planos de Ludwig Persius, em 1845. O actual Jardim Botânico, com as suas plantações arranjadas sistematicamente, é usado pela Universidade de Potsdam como um "jardim de ensino".
Os Jardins Nórdicos e Sicilianos ficam virados a Leste. Estas secções de jardim completamente diferentes foram elaborados por Lenné entre 1857 e 1860. O escuro Jardim Nórdico, com os seus pinheiros, estava destinado a ser um dos elementos da planeada via triunfal.
O Jardim Siciliano, com as suas palmeiras, murtas, loureiros, flores, arcadas e fontes, corre jovialmente para Sul.

## Galeria

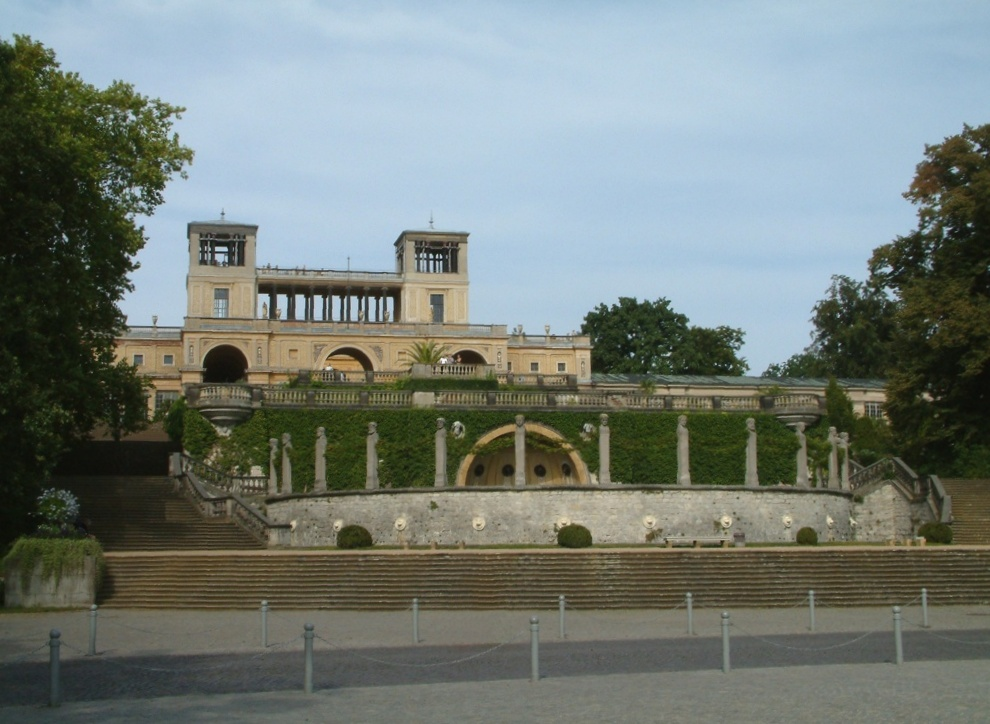
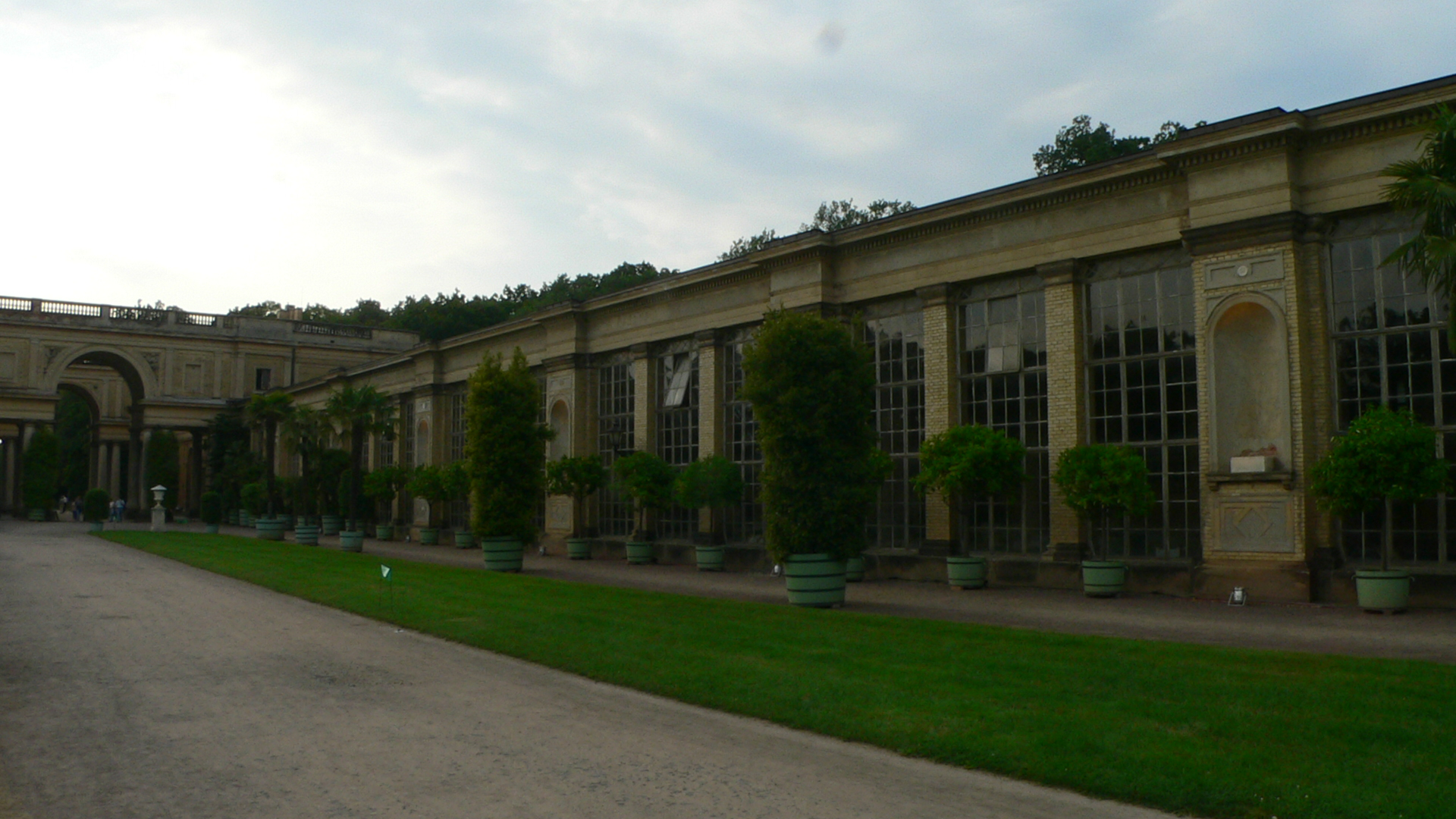
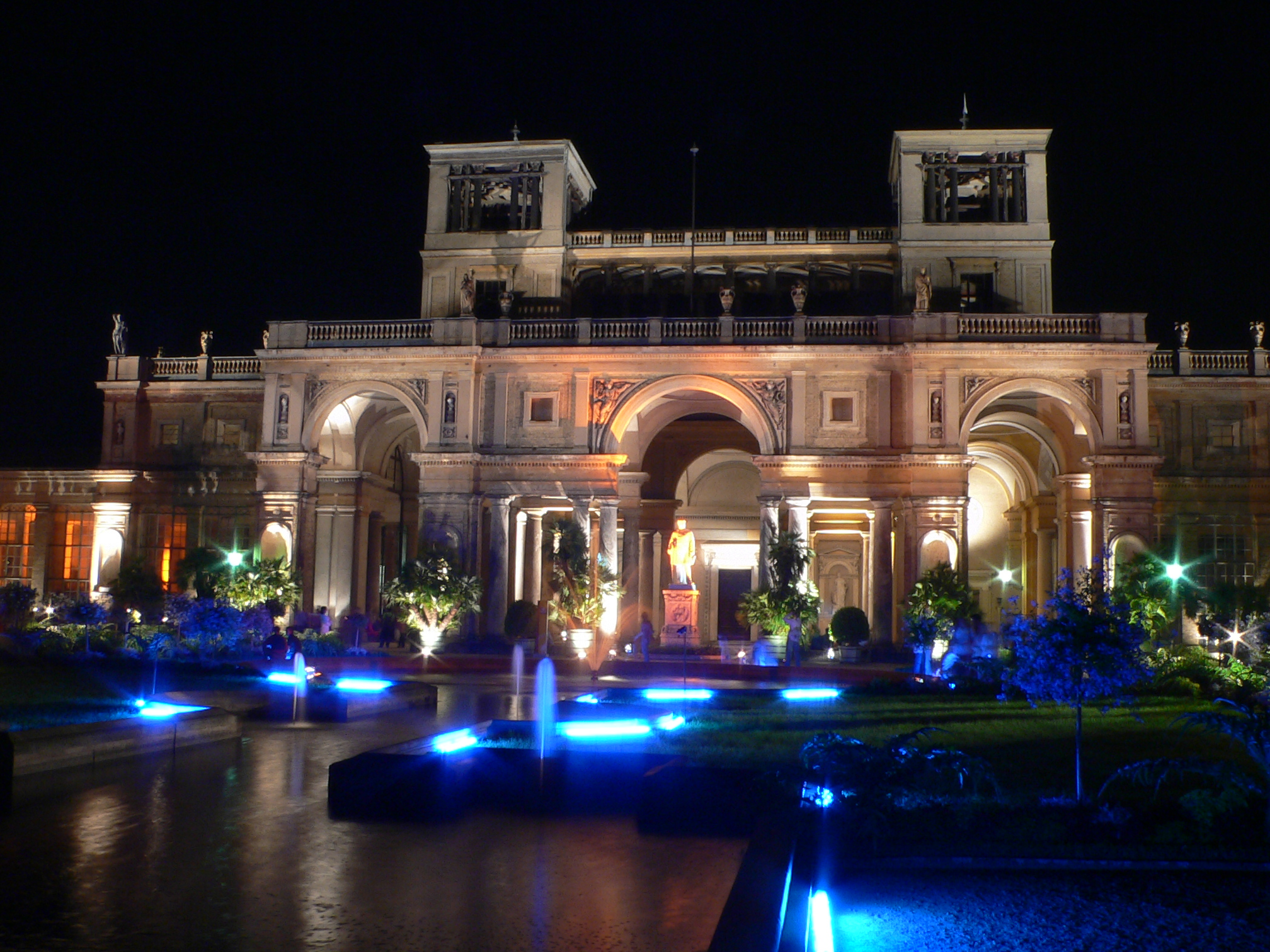
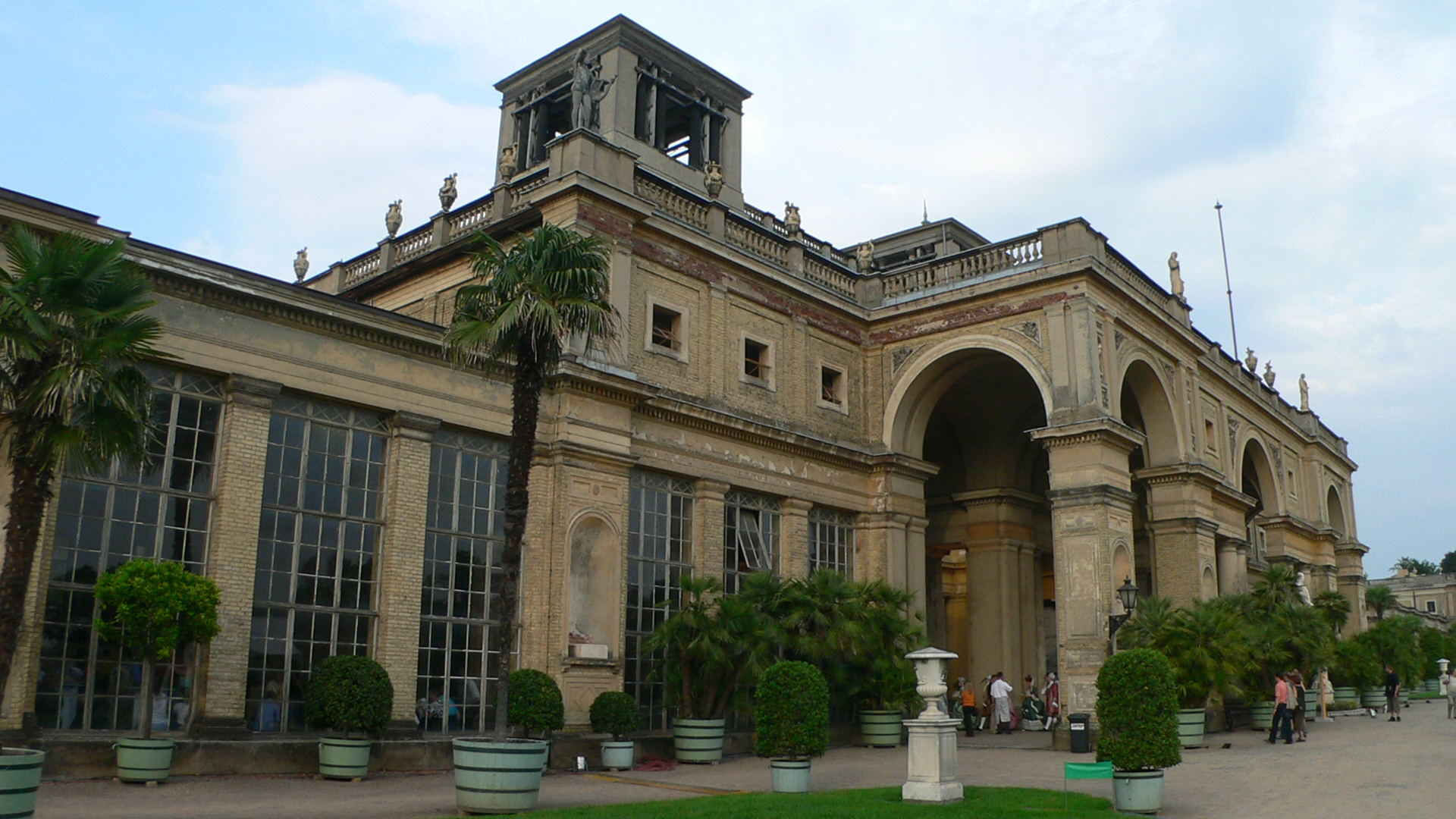